# 桦南站
桦南站，位于中华人民共和国黑龙江省佳木斯市桦南县桦南镇，是图佳铁路上的火车站，建于1935年，由中国铁路哈尔滨局集团管辖。

## 車站周邊
- 桦南县农业机械管理局
- 桦南县财政局
- 中国移动站前路营业厅
- 中国联通桦南营业厅
- 中国邮政储蓄银行文教路营业厅
- 桦南县铁路学校
- 中国邮政储蓄银行桦南县储汇营业所
- 中国信合诚信信用社
- 桦南县劳动和社会保障局
- 桦南县档案局
- 桦南县煤炭工业管理局
- 中国邮政储蓄银行柳河营业所
- 中国邮政储蓄银行驼腰子营业所
- 中国工商银行桦兴路支行

## 歷史
- 建于1935年。

## 外部連結
- 中国铁路客户服务中心 （页面存档备份，存于）